# Шорвуд Хилс (Висконсин)
Шорвуд Хилс (енгл. Shorewood Hills) град је у америчкој савезној држави Висконсин.

## Демографија
По попису из 2010. године број становника је 1.565, што је 167 (-9,6%) становника мање него 2000. године.
| Група             | 2000.         | 2010.         |
| Белци             | 1.565 (90,4%) | 1.373 (87,7%) |
| Афроамериканци    | 25 (1,4%)     | 15 (1,0%)     |
| Азијати           | 49 (2,8%)     | 81 (5,2%)     |
| Хиспаноамериканци | 55 (3,2%)     | 60 (3,8%)     |
| Укупно            | 1.732         | 1.565         |